# Ravnegrib
Ravnegribben (Coragyps atratus) er en fugl i familien vestgribbe i Amerika. 
Den er udbredt fra det sydøstlige USA til det centrale Chile og Uruguay i Sydamerika. Ravnegribben er altså ikke udbredt så langt mod nord som kalkungribben, og den har en mere sydlig udbredelse i Nordamerika set i forhold til netop kalkungribben. Ravnegribben er det eneste medlem af slægten Coragyps.